# Lithocarpus arcaulus
Lithocarpus arcaulus är en bokväxtart som först beskrevs av Buch.-ham. och David Don, och fick sitt nu gällande namn av Cheng Chiu Huang och Yong Tian Chang. Lithocarpus arcaulus ingår i släktet Lithocarpus och familjen bokväxter. Inga underarter finns listade.